# I Musici
I musici es una orquesta de cámara italiana con sede en Roma. Está formada por seis violines, dos violas, dos violonchelos, un contrabajo y un clavecín. 

## Historia
Formado en 1952 e integrado por virtuosos instrumentistas, fue deliberadamente creado sin un director para resaltar la libertad individual de cada miembro. Su repertorio está formado en su gran mayoría por obras del barroco italiano, donde destacan sus interpretaciones de Las cuatro estaciones de Antonio Vivaldi. Con más de 60 años de historia ininterrumpida, son actualmente el conjunto de cámara más antiguo en activo. Arturo Toscanini afirmó que eran la mejor orquesta de cámara del mundo tras asistir a uno de sus  ensayos.[cita requerida]

## Discografía
Durante su carrera han grabado numerosas obras de autores de los siglos XVIII, XIX y XX, en una producción que supera el centenar de CD y LP. Algunas de sus obras han sido merecedoras de numerosos premios de la crítica especializada, entre los cuales se encuentran:
- Grand Prix de l'Academie Charles Cros
- Grand Prix International du Disque
- Edison Award
- Deutsche Schallplattenpreis
- Grand Prix des Discophiles

La historia de la formación está ineludiblemente asociada a sus interpretaciones de Las cuatro estaciones de Antonio Vivaldi, situadas por los expertos entre las mejores jamás realizadas y de las que han vendido más de 25 millones de copias. Se trata sin duda de su interpretación más exitosa, y de la que a lo largo de su trayectoria han grabado las siguientes versiones:
| Año de grabación | Solista            | Formato  | Sonido  | Sello   |
| ---------------- | ------------------ | -------- | ------- | ------- |
| 1955             | Félix Ayo          | LP 33rpm | mono    | Philips |
| 1959             | Félix Ayo          | LP 33rpm | estéreo | Philips |
| 1969             | Roberto Michelucci | LP 33rpm | estéreo | Philips |
| 1982             | Pina Carmirelli    | CD       | estéreo | Philips |
| 1990             | Federico Agostini  | CD y LD  | estéreo | Philips |
| 1995             | Mariana Sirbu      | CD       | estéreo | Philips |

Otras grabaciones destacadas son su primera versión de los Conciertos de Brandeburgo de Bach, el Opus 6 de Corelli, el Opus 5 de Albinoni, "El arte del violín" de Pietro Locatelli, el Opus 6 de Händel o el "Concerti grossi" de Francesco Geminiani, así como las siguientes obras de Vivaldi: el opus 1, "La cetra", nueve "Sinfonías" (con Carmirelli), el "Concierto para dos chelos" en la versión de Strano y Centurione y los "Conciertos para oboe" (con Holliger).